# Youcef Belaïli
Mohamed Youcef Belaïii (Orano, 14 marzo 1992) è un calciatore algerino, attaccante dell'Espérance.

## Caratteristiche tecniche
È un'ala sinistra dotata di talento e fanstasia. Destro di piede ama agire sulla fascia sinistra per poi accentrarsi e calciare col piede destro.
Dispone di un tiro molto potente e preciso dalla distanza e una buona visione di gioco, quest’ultima gli consente di giocare dietro alle punte e fornire assist.
Nel corso della sua carriera le sue scelte extra campo hanno limitato le sue potenzialità, ciononostante è stato decisivo nelle partite importanti sia di club sia con la Nazionale Algerina.

## Carriera

### Club
Youcef Belaïli comincia la sua carriera nel Mc Oran nel 2010. Nel 2012 passa all’Es Tunis dove si mette in mostra come uno dei maggiori talenti del calcio algerino e disputa in 2 stagioni 43 partite condite da 9 reti e 18 assist tra campionato tunisino e Champions Africana.
Passa all’USM Alger nel 2014.
Nel settembre 2015, quando militava nell'USM Alger, fu squalificato per due anni dalla CAF essendo risultato positivo alla cocaina a seguito di un test antidoping effettuato dopo una partita di CAF Champions League del 7 agosto 2015. Nel marzo 2016 la FIFA estese la sospensione a quattro anni, fino al 19 settembre 2019. Il calciatore si appellò al TAS, che ridusse la squalifica a due anni. Nel novembre 2017 tornò dunque in campo.
Torna a giocare nel settembre 2017 all'Angers SCO. Nel gennaio 2018 passa in prestito al Es Tunis è nel 2019 viene acquistato dai Sauditi del Al- Ahli per 3 milioni di euro. Dopo una breve esperienza al Qatar fc si trasferisce in Francia al Brest dove resta per 8 mesi. Nell’ottobre 2022 firma un contratto con i transalpini dell'Ajaccio dove in 23 partite di Ligue 1 segnerà 6 goal e mette a referto 5 assist. Dopo aver offerto ottime prestazioni in Francia decide di accasarsi al MC Alger dove viene eletto calciatore dell’anno (MVP) del campionato algerino ( 21 presenze condite da 14 goal e 12 assist).
Durante l’estate 2024 torna a giocare per l’Es Tunisi vestendo la maglia numero 11 Taraji.Belaïli va a segno all’esordio e disputa un ottimo inizio di stagione con l’Espérance diventandone il giocatore chiave nonché leggenda del club dato il suo trascorso passato in maglia Taraji.

### Nazionale
Ha giocato nella nazionale algerina Under-20.
Ha esordito con la nazionale maggiore algerina il 26 marzo 2015 in un'amichevole persa 1-0 contro il Qatar. Nella Coppa Araba 2021 segna un gol al 90+17' minuto della semifinale tra Algeria e Qatar, permettendo alla sua nazionale di vincere e andare in finale.
Prende parte alla spedizione vincente in coppa d'Africa nel 2019 dove l'Algeria diventa campione d'Africa.
Nel 2021 si rende protagonista di ottime prestazioni durante la coppa Araba 2021. Memorabile è stato il suo goal contro il Marocco segnato con una volée da centrocampo.

## Statistiche

### Presenze e reti nei club
Statistiche aggiornate al 17 giugno 2025.
| Stagione         | Squadra               | Campionato       | Campionato | Campionato | Coppe nazionali | Coppe nazionali | Coppe nazionali | Coppe continentali | Coppe continentali | Coppe continentali | Altre coppe | Altre coppe | Altre coppe | Totale | Totale | Totale |
| Stagione         | Squadra               | Comp             | Pres       | Reti       | Comp            | Pres            | Reti            | Comp               | Pres               | Reti               | Comp        | Pres        | Reti        | Pres   | Reti   |        |
| ---------------- | --------------------- | ---------------- | ---------- | ---------- | --------------- | --------------- | --------------- | ------------------ | ------------------ | ------------------ | ----------- | ----------- | ----------- | ------ | ------ | ------ |
| 2009-2010        | CA Bordj Bou Arreridj | L1               | 3          | 0          | CA              | 1               | 0               |                    | -                  | -                  |             | -           | -           | 4      | 0      |        |
| 2010-2011        | MC Oran               | L1               | 18         | 4          | CA              | 4               | 4               |                    | -                  | -                  |             | -           | -           | 22     | 8      |        |
| 2011-2012        | MC Oran               | L1               | 24         | 8          | CA              | 1               | 0               |                    | -                  | -                  |             | -           | -           | 25     | 8      |        |
| Totale MC Oran   | Totale MC Oran        | Totale MC Oran   | 42         | 12         |                 | 5               | 4               |                    | -                  | -                  |             | -           | -           | 47     | 16     |        |
| 2011-2012        | Espérance             | L1               | 3          | 0          | CT              | 0               | 0               |                    | -                  | -                  |             | -           | -           | 3      | 0      |        |
| 2012-2013        | Espérance             | L1               | 20         | 6          | CT              | 4               | 1               | CAFCL              | 6                  | 0                  |             | -           | -           | 30     | 7      |        |
| 2013-2014        | Espérance             | L1               | 12         | 2          | CT              | 0               | 0               | CAFCL              | 7                  | 1                  |             | -           | -           | 19     | 3      |        |
| 2014-2015        | USM Alger             | L1               | 25         | 6          | CA              | 2               | 0               |                    | -                  | -                  |             | -           | -           | 27     | 6      |        |
| 2015-2016        | USM Alger             | L1               | 4          | 3          | CA              | 0               | 0               | CAFCL              | 5                  | 4                  |             | -           | -           | 9      | 7      |        |
| Totale USM Alger | Totale USM Alger      | Totale USM Alger | 29         | 9          |                 | 2               | 0               |                    | 5                  | 4                  |             | -           | -           | 36     | 13     |        |
| 2017-gen.2018    | Angers                | L1               | 0          | 0          | CL              | 1               | 0               | -                  | -                  | -                  | -           | -           | -           | 1      | 0      |        |
| gen.-giu.2018    | Espérance             | L1               | 9          | 3          | CT              | 1               | 0               | CAFCL              | 13                 | 3                  | -           | -           | -           | 23     | 6      |        |
| 2018-2019        | Espérance             | L1               | 11         | 0          | CT              | 2               | 1               | CAFCL              | 11                 | 3                  | ST          | 1           | 0           | 25     | 4      |        |
| 2019-2020        | Al-Ahli               | LSP              | 13         | 2          | CC              | 3               | 2               | AFC                | 2                  | 1                  | -           | -           | -           | 18     | 5      |        |
| 2020-2021        | Qatar SC              | QSL              | 15         | 13         | CQ              | 1               | 1               | -                  | -                  | -                  | CSQ         | 0           | 0           | 16     | 14     |        |
| giu.-dic.2021    | Qatar SC              | QSL              | 7          | 2          | CQ              | 0               | 0               | -                  | -                  | -                  | CSQ         | 1           | 1           | 8      | 3      |        |
| Totale Qatar SC  | Totale Qatar SC       | Totale Qatar SC  | 22         | 15         |                 | 1               | 1               |                    | -                  | -                  |             | 1           | 1           | 24     | 17     |        |
| gen.-giu. 2022   | Brest                 | L1               | 13         | 3          | CF              | 0               | 0               | -                  | -                  | -                  | -           | -           | -           | 13     | 3      |        |
| ago.-ott. 2022   | Brest                 | L1               | 6          | 0          | CF              | 0               | 0               | -                  | -                  | -                  | -           | -           | -           | 6      | 0      |        |
| Totale Brest     | Totale Brest          | Totale Brest     | 19         | 3          |                 | 0               | 0               |                    | -                  | -                  |             | -           | -           | 19     | 3      |        |
| ott. 2022-2023   | Ajaccio               | L1               | 17         | 6          | CF              | 0               | 0               | -                  | -                  | -                  | -           | -           | -           | 17     | 6      |        |
| 2023-2024        | MC Alger              | L1               | 21         | 14         | CA              | 5               | 2               | -                  | -                  | -                  | -           | -           | -           | 26     | 16     |        |
| 2024-2025        | Espérance             | L1               | 21         | 9          | CT              | 3               | 2               | CCL                | 10                 | 7                  | ST+Cmc      | 1+2         | 1+1         | 37     | 20     |        |
| Totale Esperance | Totale Esperance      | Totale Esperance | 76         | 20         |                 | 10              | 4               |                    | 44                 | 14                 |             | 4           | 2           | 137    | 40     |        |
| Totale carriera  | Totale carriera       | Totale carriera  | 242        | 81         |                 | 28              | 13              |                    | 53                 | 19                 |             | 5           | 3           | 329    | 116    |        |

### Cronologia presenze e reti in nazionale
| Cronologia completa delle presenze e delle reti in nazionale ― Algeria | Cronologia completa delle presenze e delle reti in nazionale ― Algeria | Cronologia completa delle presenze e delle reti in nazionale ― Algeria | Cronologia completa delle presenze e delle reti in nazionale ― Algeria | Cronologia completa delle presenze e delle reti in nazionale ― Algeria | Cronologia completa delle presenze e delle reti in nazionale ― Algeria | Cronologia completa delle presenze e delle reti in nazionale ― Algeria | Cronologia completa delle presenze e delle reti in nazionale ― Algeria |
| Data                                                                   | Città                                                                  | In casa                                                                | Risultato                                                              | Ospiti                                                                 | Competizione                                                           | Reti                                                                   | Note                                                                   |
| ---------------------------------------------------------------------- | ---------------------------------------------------------------------- | ---------------------------------------------------------------------- | ---------------------------------------------------------------------- | ---------------------------------------------------------------------- | ---------------------------------------------------------------------- | ---------------------------------------------------------------------- | ---------------------------------------------------------------------- |
| 26-3-2015                                                              | Doha                                                                   | Qatar                                                                  | 1 – 0                                                                  | Algeria                                                                | Amichevole                                                             | -                                                                      | 61’                                                                    |
| 30-3-2015                                                              | Doha                                                                   | Oman                                                                   | 1 – 4                                                                  | Algeria                                                                | Amichevole                                                             | -                                                                      | 82’                                                                    |
| 16-11-2018                                                             | Lomé                                                                   | Togo                                                                   | 1 – 4                                                                  | Algeria                                                                | Qual. Coppa d'Africa 2019                                              | -                                                                      | 55’ 82’                                                                |
| 27-12-2018                                                             | Doha                                                                   | Qatar                                                                  | 1 – 0                                                                  | Algeria                                                                | Amichevole                                                             | -                                                                      | 70’                                                                    |
| 22-3-2019                                                              | Blida                                                                  | Algeria                                                                | 1 – 1                                                                  | Gambia                                                                 | Qual. Coppa d'Africa 2019                                              | -                                                                      |                                                                        |
| 16-6-2019                                                              | Doha                                                                   | Algeria                                                                | 3 – 2                                                                  | Mali                                                                   | Amichevole                                                             | 1                                                                      |                                                                        |
| 23-6-2019                                                              | Il Cairo                                                               | Algeria                                                                | 2 – 0                                                                  | Kenya                                                                  | Coppa d'Africa 2019 - 1º turno                                         | -                                                                      | 74’                                                                    |
| 27-6-2019                                                              | Il Cairo                                                               | Senegal                                                                | 0 – 1                                                                  | Algeria                                                                | Coppa d'Africa 2019 - 1º turno                                         | 1                                                                      | 86’                                                                    |
| 7-7-2019                                                               | Il Cairo                                                               | Algeria                                                                | 3 – 0                                                                  | Guinea                                                                 | Coppa d'Africa 2019 - Ottavi di finale                                 | 1                                                                      | 77’                                                                    |
| 11-7-2019                                                              | Suez                                                                   | Costa d'Avorio                                                         | 1 – 1 dts (3 – 4 dtr)                                                  | Algeria                                                                | Coppa d'Africa 2019 - Quarti di finale                                 | -                                                                      |                                                                        |
| 14-7-2019                                                              | Il Cairo                                                               | Algeria                                                                | 2 – 1                                                                  | Nigeria                                                                | Coppa d'Africa 2019 - Semifinale                                       | -                                                                      |                                                                        |
| 19-7-2019                                                              | Il Cairo                                                               | Senegal                                                                | 0 – 1                                                                  | Algeria                                                                | Coppa d'Africa 2019 - Finale                                           | -                                                                      | 54’ 84’                                                                |
| 9-9-2019                                                               | Blida                                                                  | Algeria                                                                | 1 – 0                                                                  | Benin                                                                  | Amichevole                                                             | -                                                                      | 67’                                                                    |
| 10-10-2019                                                             | Blida                                                                  | Algeria                                                                | 1 – 1                                                                  | RD del Congo                                                           | Amichevole                                                             | -                                                                      | 75’                                                                    |
| 15-10-2019                                                             | Lilla                                                                  | Algeria                                                                | 3 – 0                                                                  | Colombia                                                               | Amichevole                                                             | -                                                                      | 85’                                                                    |
| 14-11-2019                                                             | Blida                                                                  | Algeria                                                                | 5 – 0                                                                  | Zambia                                                                 | Qual. Coppa d'Africa 2021                                              | 1                                                                      | 81’                                                                    |
| 18-11-2019                                                             | Gaborone                                                               | Botswana                                                               | 0 – 1                                                                  | Algeria                                                                | Qual. Coppa d'Africa 2021                                              | 1                                                                      | 73’                                                                    |
| 25-3-2021                                                              | Gaborone                                                               | Zambia                                                                 | 3 – 3                                                                  | Algeria                                                                | Qual. Coppa d'Africa 2021                                              | -                                                                      | 35’                                                                    |
| 29-3-2021                                                              | Blida                                                                  | Algeria                                                                | 5 – 0                                                                  | Botswana                                                               | Qual. Coppa d'Africa 2021                                              | -                                                                      |                                                                        |
| 3-6-2021                                                               | Blida                                                                  | Algeria                                                                | 4 – 1                                                                  | Mauritania                                                             | Amichevole                                                             | -                                                                      | 68’                                                                    |
| 6-6-2021                                                               | Blida                                                                  | Algeria                                                                | 1 – 0                                                                  | Mali                                                                   | Amichevole                                                             | -                                                                      |                                                                        |
| 11-6-2021                                                              | Radès                                                                  | Tunisia                                                                | 0 – 2                                                                  | Algeria                                                                | Amichevole                                                             | -                                                                      | 74’ 81’                                                                |
| 2-9-2021                                                               | Blida                                                                  | Algeria                                                                | 8 – 0                                                                  | Gibuti                                                                 | Qual. Mondiali 2022                                                    | -                                                                      |                                                                        |
| 7-9-2021                                                               | Marrakech                                                              | Burkina Faso                                                           | 1 – 1                                                                  | Algeria                                                                | Qual. Mondiali 2022                                                    | -                                                                      | 68’                                                                    |
| 8-10-2021                                                              | Blida                                                                  | Algeria                                                                | 6 – 1                                                                  | Niger                                                                  | Qual. Mondiali 2022                                                    | -                                                                      | 61’                                                                    |
| 12-10-2021                                                             | Niamey                                                                 | Niger                                                                  | 0 – 4                                                                  | Algeria                                                                | Qual. Mondiali 2022                                                    | -                                                                      |                                                                        |
| 12-11-2021                                                             | Il Cairo                                                               | Gibuti                                                                 | 0 – 4                                                                  | Algeria                                                                | Qual. Mondiali 2022                                                    | 1                                                                      | 63’                                                                    |
| 16-11-2021                                                             | Blida                                                                  | Algeria                                                                | 2 – 2                                                                  | Burkina Faso                                                           | Qual. Mondiali 2022                                                    | -                                                                      | 69’                                                                    |
| 4-12-2021                                                              | Al Wakrah                                                              | Libano                                                                 | 0 – 2                                                                  | Algeria                                                                | Coppa araba FIFA 2021 - 1º turno                                       | -                                                                      | 87’                                                                    |
| 7-12-2021                                                              | Al Wakrah                                                              | Algeria                                                                | 1 – 1                                                                  | Egitto                                                                 | Coppa araba FIFA 2021 - 1º turno                                       | -                                                                      | 40’                                                                    |
| 12-12-2021                                                             | Doha                                                                   | Marocco                                                                | 2 – 2 dts (5 – 7 dtr)                                                  | Algeria                                                                | Coppa araba FIFA 2021 - Quarti di finale                               | 1                                                                      | 115’                                                                   |
| 15-12-2021                                                             | Doha                                                                   | Qatar                                                                  | 1 – 2                                                                  | Algeria                                                                | Coppa araba FIFA 2021 - Semifinale                                     | 1                                                                      | 90+8’                                                                  |
| 18-12-2021                                                             | Al Khawr                                                               | Tunisia                                                                | 0 – 2 dts                                                              | Algeria                                                                | Coppa araba FIFA 2021 - Finale                                         | -                                                                      |                                                                        |
| 5-1-2022                                                               | Ar Rayyan                                                              | Algeria                                                                | 3 – 0                                                                  | Ghana                                                                  | Amichevole                                                             | -                                                                      | 84’                                                                    |
| 11-1-2022                                                              | Douala                                                                 | Algeria                                                                | 0 – 0                                                                  | Sierra Leone                                                           | Coppa d'Africa 2021 - 1º turno                                         | -                                                                      |                                                                        |
| 16-1-2022                                                              | Douala                                                                 | Algeria                                                                | 0 – 1                                                                  | Guinea Equatoriale                                                     | Coppa d'Africa 2021 - 1º turno                                         | -                                                                      |                                                                        |
| 20-1-2022                                                              | Douala                                                                 | Costa d'Avorio                                                         | 3 – 1                                                                  | Algeria                                                                | Coppa d'Africa 2021 - 1º turno                                         | -                                                                      | 80’                                                                    |
| 25-3-2022                                                              | Douala                                                                 | Camerun                                                                | 0 – 1                                                                  | Algeria                                                                | Qual. Mondiali 2022                                                    | -                                                                      |                                                                        |
| 29-3-2022                                                              | Blida                                                                  | Algeria                                                                | 1 – 2 dts                                                              | Camerun                                                                | Qual. Mondiali 2022                                                    | -                                                                      | 109’                                                                   |
| 4-6-2022                                                               | Algeri                                                                 | Algeria                                                                | 2 – 0                                                                  | Uganda                                                                 | Qual. Coppa d'Africa 2023                                              | 1                                                                      | 81’                                                                    |
| 8-6-2022                                                               | Dar es Salaam                                                          | Tanzania                                                               | 0 – 2                                                                  | Algeria                                                                | Qual. Coppa d'Africa 2023                                              | -                                                                      | 80’                                                                    |
| 12-6-2022                                                              | Doha                                                                   | Iran                                                                   | 1 – 2                                                                  | Algeria                                                                | Amichevole                                                             | -                                                                      | 61’                                                                    |
| 23-9-2022                                                              | Bir El Djir                                                            | Algeria                                                                | 1 – 0                                                                  | Guinea                                                                 | Amichevole                                                             | -                                                                      | 46’                                                                    |
| 27-9-2022                                                              | Bir El Djir                                                            | Algeria                                                                | 2 – 1                                                                  | Nigeria                                                                | Amichevole                                                             | -                                                                      | 67’                                                                    |
| 16-11-2022                                                             | Bir El Djir                                                            | Algeria                                                                | 1 – 1                                                                  | Mali                                                                   | Amichevole                                                             | -                                                                      | 66’                                                                    |
| 19-11-2022                                                             | Malmö                                                                  | Svezia                                                                 | 2 – 0                                                                  | Algeria                                                                | Amichevole                                                             | -                                                                      | 77’                                                                    |
| 23-3-2023                                                              | Baraki                                                                 | Algeria                                                                | 2 – 1                                                                  | Niger                                                                  | Qual. Coppa d'Africa 2023                                              | -                                                                      | 69’                                                                    |
| 27-3-2023                                                              | Radès                                                                  | Niger                                                                  | 0 – 1                                                                  | Algeria                                                                | Qual. Coppa d'Africa 2023                                              | -                                                                      | 64’                                                                    |
| 5-1-2024                                                               | Lomé                                                                   | Togo                                                                   | 0 – 3                                                                  | Algeria                                                                | Amichevole                                                             | -                                                                      | 68’                                                                    |
| 9-1-2024                                                               | Lomé                                                                   | Burundi                                                                | 0 – 4                                                                  | Algeria                                                                | Amichevole                                                             | -                                                                      | 72’                                                                    |
| 15-1-2024                                                              | Bouaké                                                                 | Algeria                                                                | 1 – 1                                                                  | Angola                                                                 | Coppa d'Africa 2023 - 1º turno                                         | -                                                                      | 67’                                                                    |
| 20-1-2024                                                              | Bouaké                                                                 | Algeria                                                                | 2 – 2                                                                  | Burkina Faso                                                           | Coppa d'Africa 2023 - 1º turno                                         | -                                                                      | 74’                                                                    |
| 23-1-2024                                                              | Bouaké                                                                 | Mauritania                                                             | 1 – 0                                                                  | Algeria                                                                | Coppa d'Africa 2023 - 1º turno                                         | -                                                                      | 62’ 84’                                                                |
| 21-3-2025                                                              | Francistown                                                            | Botswana                                                               | 1 – 3                                                                  | Algeria                                                                | Qual. Mondiali 2026                                                    | -                                                                      | 69’                                                                    |
| 25-3-2025                                                              | Tizi Ouzou                                                             | Algeria                                                                | 5 – 1                                                                  | Mozambico                                                              | Qual. Mondiali 2026                                                    | -                                                                      | 73’                                                                    |
| 5-6-2025                                                               | Costantina                                                             | Algeria                                                                | 2 – 0                                                                  | Ruanda                                                                 | Amichevole                                                             | 1                                                                      | 73’                                                                    |
| Totale                                                                 |                                                                        | Presenze                                                               | 57                                                                     |                                                                        | Reti                                                                   | 10                                                                     |                                                                        |

## Palmarès

### Club

#### Competizioni nazionali
- Campionato tunisino: 1

Esperance: 2013-2014

### Nazionale
- Coppa d'Africa: 1

Egitto 2019
- Coppa araba FIFA: 1

Qatar 2021

### Individuale
- Capocannoniere del campionato algerino: 1

2023-2024 (14 reti)